# Han Bong-zin
Han Bong-zin (한봉진; * 2. September 1945) ist ein ehemaliger nordkoreanischer Fußballspieler. Mit der Nationalmannschaft der Demokratischen Volksrepublik Korea nahm er 1966 an der Fußball-Weltmeisterschaft 1966 in England teil; hier bestritt Han Bong-zin mit der Rückennummer „11“ alle vier Spiele gegen die Sowjetunion, Chile, Italien (jeweils Gruppenphase) und Portugal (Viertelfinale). 1966 stand er bei der Sportgruppe 25. April unter Vertrag. Außerdem kam der 166 Zentimeter große Rechtsaußen (bei der Weltmeisterschaft als Mittelfeldspieler bezeichnet) im Jahr 1965 in beiden WM-Qualifikationsspielen gegen Australien zum Einsatz; dabei traf er im Hinspiel zum 4:0 sowie zum 6:1-Endstand.
Han Bong-zin war im Oktober 2002 im Dokumentarfilm Das Spiel ihres Lebens zu sehen.